# Epiphyas
Epiphyas is een geslacht van vlinders van de familie bladrollers (Tortricidae), uit de onderfamilie Tortricinae.

## Soorten
- E. ammotypa (Turner, 1945)
- E. arcaria (Meyrick, 1910)
- E. aulacana (Meyrick, 1881)
- E. balioptera (Turner, 1916)
- E. caryotis (Meyrick, 1910)
- E. cerussata (Meyrick, 1910)
- E. chlidana Turner, 1926
- E. dotatana (Walker, 1863)
- E. epichorda (Meyrick, 1910)
- E. erysibodes (Turner, 1916)
- E. eucyrta Turner, 1926
- E. eugramma (Lower, 1899)
- E. euphara (Turner, 1945)
- E. euraphodes (Turner, 1916)
- E. flebilis (Turner, 1938)
- E. haematephora (Turner, 1916)
- E. haematodes (Turner, 1916)
- E. hemiphoena (Turner, 1926)
- E. hyperacria (Turner, 1916)
- E. iodes (Meyrick, 1910)
- E. lathraea (Meyrick, 1910)
- E. liadelpha (Meyrick, 1910)
- E. loxotoma (Turner, 1926)
- E. lycodes (Meyrick, 1910)
- E. lypra (Turner, 1945)
- E. mnemosynana (Meyrick, 1881)
- E. oresigona (Turner, 1938)
- E. peloxythana (Meyrick, 1881)
- E. philopoana (Meyrick, 1881)
- E. plastica (Meyrick, 1910)
- E. polia (Turner, 1945)
- E. postvittana (Walker, 1863)
- E. scleropa (Meyrick, 1910)
- E. sobriana (Walker, 1863)